# لانگن بروتس
لانگن بروتس (به آلمانی: Langen Brütz) یک شهر در آلمان است که در لودویگسلوست-پارشیم واقع شده‌است. لانگن بروتس ۵۱۱ نفر جمعیت دارد.